# Oneonta (town, New York)
Pour les articles homonymes, voir Oneonta.
Oneonta est une ville du comté d'Otsego, dans l'État de New York, aux États-Unis,. En 2010, elle comptait une population de 5 229 habitants.

## Démographie
Lors du recensement de 2000, la ville comptait une population de 5 229 habitants, tandis qu'en 2016, elle est estimée à 5 037 habitants.